# Meilhan-sur-Garonne
Meilhan-sur-Garonne település Franciaországban, Lot-et-Garonne megyében. Lakosainak száma 1330 fő (2022. január 1.). Meilhan-sur-Garonne Jusix, Bourdelles, Hure, Noaillac, Cocumont, Couthures-sur-Garonne, Marcellus és Saint-Sauveur-de-Meilhan községekkel határos.

## Népesség
A település népességének változása:
| Lakosok száma | 1404 | 1382 | 1255 | 1303 | 1347 | 1340 | 1326 | 1330 | 1338 | 1330 |
|               | 1968 | 1982 | 1990 | 2006 | 2013 | 2015 | 2017 | 2019 | 2020 | 2022 |